# Xeromantispa scabrosa
Xeromantispa scabrosa (лат.) — вид насекомых из семейства мантиспид отряда сетчатокрылых. Новый Свет: встречаются в США и на севере Мексики, обитатели аридных зон (отсюда родовое название). От близких родов отличается жилкованием крыльев (углом в 40—50° между жилкой Sc и RA) и пронотумом в 4—5 раз длиннее своей ширины (у других родов в 5,5—9,0 раз длиннее). Брюшко самцов с длинными щетинками у пор 4—5 тергитов, расположенных антеролатерально. Длина переднего крыла от 6,0 до 16,5 мм. Вид был впервые описан в 1912 году американским энтомологом Натаном Бэнксом (Nathan Banks; 1868—1953), а в 2002 году другой американский энтомолог Кевин Хоффман (Kevin Hoffman, Department of Entomology, California Academy of Science, Сан-Франциско, Калифорния, США) выделил его в отдельный род Xeromantispa.